# Jakob Vester
Jakob Vester Nielsen (Vinderup, 28 dicembre 2004) è un calciatore danese, centrocampista del Viborg.

## Carriera

### Club
Vester è cresciuto nel settore giovanile del Viborg, con cui ha debuttato il 31 agosto 2022 nell'incontro di DBUs Landspokalturnering vinto 7-0 contro il Viby. Il 12 marzo 2023 ha fatto il suo esordio anche in Superligaen contro il Nordsjælland ed il 5 maggio 2024 ha segnato il suo primo gol in carriera decidendo la trasferta contro lo Hvidovre terminata 1-0.

### Nazionale
Ha giocato nelle nazionali giovanili danesi Under-19 ed Under-20.

## Statistiche

### Presenze e reti nei club
Statistiche aggiornate all'11 novembre 2024.
| Stagione        | Squadra         | Campionato      | Campionato | Campionato | Coppe nazionali | Coppe nazionali | Coppe nazionali | Coppe continentali | Coppe continentali | Coppe continentali | Altre coppe | Altre coppe | Altre coppe | Totale | Totale | Totale |
| Stagione        | Squadra         | Comp            | Pres       | Reti       | Comp            | Pres            | Reti            | Comp               | Pres               | Reti               | Comp        | Pres        | Reti        | Pres   | Reti   |        |
| --------------- | --------------- | --------------- | ---------- | ---------- | --------------- | --------------- | --------------- | ------------------ | ------------------ | ------------------ | ----------- | ----------- | ----------- | ------ | ------ | ------ |
| 2022-2023       | Viborg          | SL              | 5          | 0          | CD              | 1               | 0               | -                  | -                  | -                  | -           | -           | -           | 6      | 0      |        |
| 2023-2024       | Viborg          | SL              | 11         | 2          | CD              | 0               | 0               | -                  | -                  | -                  | -           | -           | -           | 11     | 2      |        |
| 2024-2025       | Viborg          | SL              | 13         | 4          | CD              | 3               | 0               | -                  | -                  | -                  | -           | -           | -           | 16     | 4      |        |
| Totale Viborg   | Totale Viborg   | Totale Viborg   | 29         | 6          |                 | 4               | 0               |                    | -                  | -                  |             | -           | -           | 33     | 6      |        |
| Totale carriera | Totale carriera | Totale carriera | 29         | 6          |                 | 4               | 0               |                    | -                  | -                  |             | -           | -           | 33     | 6      |        |